# راگبی زیرآب
راگبی زیر آب (به انگلیسی: Underwater rugby) ورزشی متشکل از دو تیم است که قوانین متشابهی با ورزش فوتبال زیرآب و هاکی زیر آب دارد. این ورزش در زیر آبی شور در استخر برگزار می‌شود و نیازمند به تجهیزات غواصی (ماسک و لوله مخصوص تنفس) است.